# Samsung Galaxy A05
Il Samsung Galaxy A05 è uno smartphone prodotto da Samsung, facente parte della serie Samsung Galaxy A.

## Caratteristiche tecniche

### Hardware
Il Galaxy A05 è uno smartphone con form factor di tipo slate, le cui dimensioni sono di 168,8 × 78,2 × 8,8 mm, e pesa 195 grammi.
Il dispositivo è dotato di connettività GSM, HSPA, LTE, Wi-Fi 802.11 a/b/g/n/ac dual-band, con supporto al Wi-Fi Direct. Inoltre è dotato di Bluetooth 5.3 con A2DP e LE, di GPS con GLONASS, GALILEO, e BDS. Non supporta l'NFC.
È disponibile anche in versione dual SIM dual standby.
Possiede una porta USB-C 2.0 e un ingresso jack audio da 3,5 mm.
È dotato di schermo touchscreen capacitivo da 6,7 pollici di diagonale, di tipo PLS LCD, e risoluzione 720 × 1600 pixel, con un rapporto d'aspetto 20:9.
La batteria ai polimeri di litio è da 5000 mAh (non removibile), e supporta la ricarica cablata a 25 W.
Il chipset è un MediaTek MT6769V/CZ Helio G85 (con processo produttivo a 12 nm), con CPU octa core (2x2.0 GHz Cortex-A75 + 6x1.8 GHz Cortex-A55).
I tagli della memoria interna vanno dai 64 ai 128 GB espandibili con una MicroSDXC, mentre la RAM varia dai 4 ai 6 GB (in base alla versione scelta).

### Fotocamera
La fotocamera posteriore ha un sensore principale da 50 megapixel, con apertura f/1.8 (grandangolare) e uno da 2 MP e f/2.4 per la profondità. È dotata di autofocus e flash LED, ed è in grado di registrare video alla risoluzione di 1080p a 30/60 fotogrammi al secondo. La fotocamera anteriore è singola, da 8 MP e con apertura f/2.0.

### Software
Il sistema operativo di default è Android 13.

## Colorazioni
Il Samsung Galaxy A05 è disponibile in tre colorazioni: Black, Silver e Light Green.